# فردینان-ژان داریه
فردینان-ژان داریه (فرانسوی: Ferdinand-Jean Darier‎؛ ‏ ۲۶ آوریل ۱۸۵۶ – ۱۹۳۸ میلادی) پزشک متخصص پوست و آسیب‌شناس اهل فرانسه و «پدر درماتولوژی نوین فرانسه» بود. او پزشکی را در کالج فرانسه زیر نظر لویی آنتوان رانویه فرا گرفت. بیماری داریه (که در منابع فارسی به اشتباه بیماری داریر نوشته شده) توسط او در سال ۱۸۸۹ شرح داده شد. وی همچنین سندرم داریه-وایت (کراتوز پیلاریس)، بیماری داریه-فرنان (درماتوفیبروسارکوم پروتوبرنس)، سارکوئید داریه-رُسیه (یکی از تظاهرات پوستی سارکوئیدوز) و نشانه داریه در ماستوسیتوز را توصیف کرد. وی مابین سال‌های ۱۹۰۹ تا ۱۹۲۲ رئیس بخش پوست و مو در بیمارستان سن-لویی و یکی از ۵ پزشک برجستهٔ پوست از «مکتب درماتولوژی پاریس» بود. او از سال ۱۹۲۵ تا ۱۹۳۵ شهردار لونپون-سور-اورژ هم بود.
وی همچنین برندهٔ جوایزی همچون لژیون دونور (فرمانده) شده است.